# Lenhossék Mihály
Lenhossék Mihály (Pest, 1863. augusztus 28. – Budapest, Józsefváros, 1937. január 26.) magyar anatómus, egyetemi tanár, a Magyar Tudományos Akadémia tagja, a neurontan egyik megalapítója.

## Családja
Lenhossék Mihály Ignác (1773–1840) orvos, fiziológus unokája, Lenhossék József (1818–1888) orvos, anatómus, antropológus és Bossányi Emma fia. Szent-Györgyi Albert (1893-1986) Nobel-díjas orvos, biokémikus anyai nagybátyja. Felesége Droppa Ilona volt.

## Munkássága
1905 és 1922 között az Orvosi Hetilap főszerkesztője volt.

### Orvosegyetemi professzori tevékenysége
A Budapesti Egyetem nyilvános rendes tanára és az egyetem Anatómiai Intézetének igazgatójaként a magyar anatómia és szövettan oktatás egyik meghatározó alakja volt. Az ember anatomiája címmel 1922-ben megjelent három kötetes tankönyve, még ma is az egyik alapvető forrásmunka a magyar nyelvű humán anatómiai irodalomban.

### Barlangkutató tevékenysége

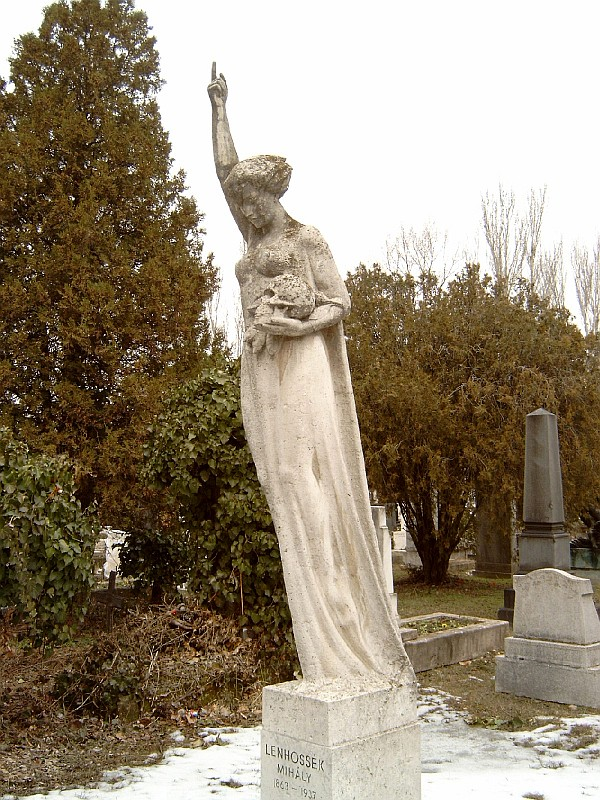
Lenhossék Mihály sírja Budapesten. Kerepesi temető: 34-4-14. Fülöp Elemér alkotása.

A Barlangkutató Bizottság, majd a Szakosztály elnöki tisztét – első elnökének halála után – 1912. április 26-ától 4 éven át töltötte be. 1912. május 24-én az elnökletével lezajlott első bizottsági ülésen terjesztette elő javaslatát, hogy a bizottság jellegéből adódóan alakuljon át szakosztállyá. A szakosztály alaptőkéjét alapítótagként 100 koronával gyarapította.
Az 1913-ban meginduló Barlangkutatás című szaklapnak nemcsak a bevezetőjét írta, de 1916-ig a lapot az ő közreműködésével szerkesztette Kadić Ottokár.
A barlangkutatás tudományos eredményeinek bővítésében is részt vállalt, eredményeit a Barlangkutatásban, a Magyar Állami Földtani Intézet kiadványaiban, a Természettudományi Közlönyben publikálta. Cikke jelent meg a piltdowni, a rhodesiai koponyaleletről, a Pilisszántói-kőfülkében és az Igricz-barlangban végzett ásatásokról, a neandervölgyi emberről, de foglalkozott a barlangkutatás helyzetével és törekvéseivel is.

## Díja
- Corvin-koszorú (1930)

## Munkái
- Adatok a gerinczagyi dúczok ismeretéhez, a békán tett vizsgálatok alapján. Budapest, 1885. (Értekezések a természettudományok köréből, XV. 15. Németül az Archiv für Mikroskopische Anatomieban 1886.)
- Ritkább boncztani rendellenességek. Budapest, 1886. Egy tábla rajzzal. (Értekezések a természettudományok köréből, XVI. 5. Németül az Anatom. Anzeigerben.)
- A gerinczvelői idegek hátulsó gyökereiről. Budapest, 1889. (Értekezések a természettudományok köréből, XIX. 6. Hat ábrával. Németül az Archiv für Mikrokopische Anatomieban.)
- Der feinere Bau des Nervensystems im Lichte neuester Forschungen. Berlin, 1893. Online (2. telj. átdolg. kiadás. Uo. 1895. Online; Az I. kiadást lefordította franciára E. Chretien. Paris, 1893.)
- Beiträge zur Histologie des Nervensystems und der Sinnesorgane. Wiesbaden, 1894. Online
- Die Geschmacksknospen in den blattförmigen Papilen der Kaninchenzunge. Eine histologische Studie. Würzburg, 1893.
- A centrosomáról. Székfoglaló értekezés. Budapest, 1896. (Mathematikai és Természettudományi Értesítő. XVI.)
- Ueber Spermatogenese bei Säugethieren. Vorläufige Mittheilung. Tübingen, 1897.
- Utmutatás az anatomiai gyakorlatokhoz (Budapest, 1912)
- Az ember helye a természetben. Budapest, 1915.
- Az ember anatomiája 1., 2., 3. (Budapest, 1922-1924)
- A Magyar Tudományos Akadémia szerepe a magyar anatomiai irodalomban. Budapest, 1926.

Szerkesztésében jelent meg a A budapesti könyvtárakba és intézetekbe járó természettudományi, orvosi és mezőgazdasági folyóiratok jegyzéke. (Budapest, 1916)

## Nevével alapított elismerés
Lenhossék Mihály-díj Alapította a Magyar Anatómusok, Hisztológusok és Embryológusok Társasága
Díjazottak:
- Mihály András hisztológus
- Nógrádi Antal szemész
- Tóth Lajos orvos, neurobiológus
- Módis László (1972) orvos, humánbiológus, egyetemi tanár
- Sétáló György (1973) orvos, endokrinológus, egyetemi tanár
- Halász Norbert (1974) neurobiológus
- Matesz Klára (anatómus) (1979), neurobiológus, orvos, egyetemi tanár
- Somogyi Péter (1982) neurobiológus
- Antal Miklós (anatómus) (1984) neurobiológus, orvos, egyetemi tanár
- Szél Ágoston (1987)

Budapesten, a IX. kerületben utcát neveztek el róla.